# We Need to Talk About Kevin
Pour le roman, voir Il faut qu'on parle de Kevin.
Pour plus de détails, voir Fiche technique et Distribution.
We Need to Talk About Kevin est un thriller dramatique britannico-américain coécrit et réalisé par Lynne Ramsay et sorti le 2 septembre 2011, adapté du roman éponyme de Lionel Shriver, traduit en français sous le titre Il faut qu'on parle de Kevin. Il a été présenté en compétition officielle lors du Festival de Cannes 2011.

## Résumé
Kevin Khatchadourian, un adolescent, est en prison après avoir commis une tuerie dans son lycée. Eva, sa mère, une ancienne écrivaine de guides de voyage à succès, vit maintenant dans une maison délabrée et travaille dans une agence de voyages, près de la prison où elle rend des visites à son fils. Elle se rappelle l'enfance de ce dernier alors qu'elle essaie de gérer l'hostilité de ses voisins.
Eva voit dès l'enfance son fils Kevin comme un petit garçon détaché et difficile, qui semble la détester et la contrarier volontairement. Elle éprouve des difficultés à créer des liens avec lui, préférant souvent lui crier dessus et questionner son intelligence. Nourrisson, il pleure sans cesse, mais seulement quand elle le tient. Enfant, il rejette l'entraînement à la propreté, bafoue les tentatives d'affection d'Eva et ne montre aucun intérêt pour une quelconque activité. Il se comporte cependant comme un fils heureux et aimant quand Franklin, son père, est présent. Un jour, alors qu'il vient de faire dans sa couche et que sa mère tente très difficilement de le changer, Eva finit par jeter Kevin contre un mur, lui brisant le bras. En disant à son père qu'il est simplement tombé, Kevin utilise l'accident pour manipuler sa mère.
Franklin ne croit pas aux inquiétudes de sa femme et trouve des excuses au comportement de Kevin. Quand ce dernier est atteint de fièvre et doit rester au lit, Eva lui lit l'histoire de Robin des Bois, Kevin lui montre de l'affection pour la première fois de sa vie au moment où elle narre le concours de tir à l'arc du prince Jean. À la suite de cet intérêt, Franklin offre un arc et des flèches à son fils et lui apprend le tir à l'arc.
Eva et Franklin ont un deuxième enfant, Celia, qui, contrairement à Kevin, est vive et pleine d'entrain. Quelques années après, le cochon d'Inde de Celia disparaît pour être retrouvé plus tard dans l'évier de la cuisine et Celia est aveuglée d'un œil à cause d'un produit nettoyant corrosif. Eva suspecte Kevin, mais Franklin le défend. Les suspicions d'Eva mènent le couple à se questionner et à envisager le divorce. Eva commence à avoir de sérieuses angoisses à propos de son fils, ayant maintenant des preuves formelles de son sadisme.
Le jour de son seizième anniversaire, Kevin enferme plusieurs élèves de son lycée dans le gymnase et les tue avec son arc. Quand Eva rentre chez elle, elle trouve les corps de Franklin et de Celia criblés de flèches, eux aussi assassinés par Kevin. Deux ans après la tuerie, Eva rend visite à Kevin en prison et lui demande pourquoi avoir commis ces meurtres. Kevin, qui s'apprête à être transféré dans une prison pour adultes, répond qu'il pensait le savoir mais qu'il n'en est plus sûr. Eva embrasse Kevin et part avec chagrin.

## Fiche technique
- Titre original : We Need to Talk about Kevin
- Titre français : We Need to Talk about Kevin
- Réalisation : Lynne Ramsay
- Scénario : Lynne Ramsay et Rory Stewart Kinnear d'après Il faut qu'on parle de Kevin de Lionel Shriver
- Photographie : Seamus McGarvey
- Son : Paul Davies
- Décors : Judy Becke
- Costumes : Catherine George
- Montage : Joe Bini
- Musique : Jonny Greenwood
- Production : Jennifer Fox, Luc Roeg et Bob Salerno
- Société(s) de production : Artina Films, Atlantic Swiss Productions, BBC Films, Forward Films, Independent et Lipsync Productions
- Société(s) de distribution : Diaphana Distribution (en France), Artificial Eye (au Royaume-Uni), Oscilloscope Pictures (aux États-Unis)
- Pays d'origine : Grande-Bretagne/États-Unis
- Langue : anglais
- Format : couleurs (FujiColor) - 35mm - 2.35:1 -  son Dolby numérique
- Genre cinématographique : thriller dramatique
- Durée : 112 minutes
- Dates de sortie : 
  - France : 12 mai 2011 (Festival de Cannes 2011)
  - Royaume-Uni : 2 septembre 2011
  - États-Unis : 27 janvier 2012
  - France/Suisse : 28 septembre 2011

## Distribution
- Tilda Swinton (VF : Françoise Cadol) : Eva
- Ezra Miller (VF : Alexis Tomassian) : Kevin ado, le fils aîné d'Eva et de Franklin
- John C. Reilly (VF : Michel Papineschi) : Franklin, le mari d'Eva
- Jasper Newell : Kevin enfant (VF : Valentin Cherbuy)
- Ashley Gerasimovich : Celia, la sœur cadette de Kevin
- Siobhan Fallon Hogan : Wanda
- Ursula Parker : Lucy
- Erin Maya Darke : Rose
- Lauren Fox : le docteur Goldblatt
- James Chen : le docteur Foulkes

## Distinctions

### Prix
- Festival du film de Londres 2011 : meilleur film
- Prix du cinéma européen 2011 : actrice européenne de l'année pour Tilda Swinton
- British Independent Film Awards 2011 : meilleur réalisateur
- Evening Standard British Film Awards 2012 : meilleur film

### Nominations et sélections
- Festival de Cannes 2011 : sélection officielle
- Festival international du film de Toronto 2011 : sélection « Special Presentations »
- Golden Globes 2011 :  meilleure actrice dans un film dramatique pour Tilda Swinton
- En sélection au Festival des Busters 2017

## Accueil
We Need to Talk about Kevin reçoit des critiques plutôt positives. L'agrégateur Rotten Tomatoes rapporte que 76 % des 184 critiques ont donné un avis positif sur le film, avec une moyenne de 7.4/10 .